# Всероссийское добровольное пожарное общество
Всеросси́йское доброво́льное пожа́рное о́бщество (ВДПО) — социально-ориентированная некоммерческая организация. Руководящий орган — Центральный совет ВДПО.

## Структуру ВДПО составляют
- 83 региональное отделение в субъектах Российской Федерации[1], в том числе 2 отделения на территории Республики Крым;
- 695 местных (городских, районных) отделения ВДПО, в том числе 22 в закрытых административно-территориальных образованиях;
- научно-исследовательский институт ВДПО ОПБ (далее — НИИ ВДПО ОПБ) с 32 филиалами в крупнейших субъектах РФ;
- Тольяттинский завод противопожарного оборудования ВДПО.

## История
Идея создания общероссийского центра добровольной пожарной охраны возникла во время работы Всероссийской пожарной выставки, устроенной Русским техническим обществом в 1892 г. в г. Санкт-Петербурге, где одновременно с выставкой проходил первый съезд русских деятелей пожарной охраны.
15 июня 1892 г. съезд русских деятелей пожарной охраны признал жизненно важным создание Пожарного общества, одобрив проект Устава Общества — этот день следует считать[кому?] днем рождения Российского пожарного общества.
В 1893 г. было создано Соединенное Российское пожарное общество, сформирован и приступил к практической работе Совет Общества, председателем которого стал граф Шереметев А. Д. В 1898 г. Российское пожарное общество стало Императорским, почетным председателем стал Великий князь Владимир Александрович. После его смерти (1909 г.) почетным председателем стала его супруга Великая княгиня Мария Павловна. Вторым председателем Общества был князь Львов А. Д.
Основным источником финансирования деятельности совета Общества и добровольных пожарных организаций являлись разовые взносы почетных членов Общества, страховых компаний, деньги от лотерей, продажи пожарной техники.
ИРПО просуществовало 27 лет. В 1919 году в силу нелояльности руководства Центрального совета общества к советской власти, ИРПО было ликвидировано, хотя структурные подразделения, добровольные пожарные формирования и команды сохранились практически во всех губерниях и волостях и существовали в период советской власти.
В советский период 14 июля 1960 года Совет Министров РСФСР принял постановление об организации ВДПО, а в ноябре этого же года состоялась Учредительная конференция Всероссийского добровольного пожарного общества, которая приняла устав общества.
Председателями Центрального совета ВДПО в разные годы были:
- 1960—1967 — Павел Михайлович Богданов;
- 1967—1972 — Константин Владимирович Фигуровский;
- 1972—1981 — Пётр Константинович Рудов;
- 1981—1987 — Пётр Матвеевич Башлаков;
- 1987—1990 — Геннадий Михайлович Дмитриев;
- 1990—2006 — Геннадий Петрович Тесленко;
- 2006—2011 — Сергей Иванович Груздь ;
- 2011—2016 — Михаил Михайлович Верзилин;
- 2016—2021 — Владимир Владимирович Кудрявцев;
- с 2021 — Алексей Георгиевич Крылов.

## Проекты
- Ежегодный Всероссийский конкурс детского творчества по противопожарной тематике — с 2003 года.
- «Слёт юных пожарных». С 2009 года во Всероссийском детском центре «Орленок» проводится специализированная смена «Слет юных пожарных».
- Всероссийский Фестиваль детско-юношеского творчества по пожарной безопасности.
- Всероссийский полевой лагерь «Юный пожарный», проводится с 2010 года.
- Всероссийская Олимпиада школьников по ОБЖ, проводится с 2009 года.
- Чемпионат мира по пожарно-спасательному спорту среди юношей.
- Всероссийские соревнования по пожарно-прикладному спорту на кубок ЦС ВДПО среди юных пожарных по всероссийской и европейской (CTIF) программе.